# Szárazpatak (Szlovákia)
Szárazpatak (1887-ig Szuha, szlovákul Suchá nad Parnou, németül Dürnbach) falu Szlovákiában, a Nagyszombati kerületben, a Nagyszombati járásban.

## Fekvése
Nagyszombattól 8 km-re északnyugatra található.

## Élővilága

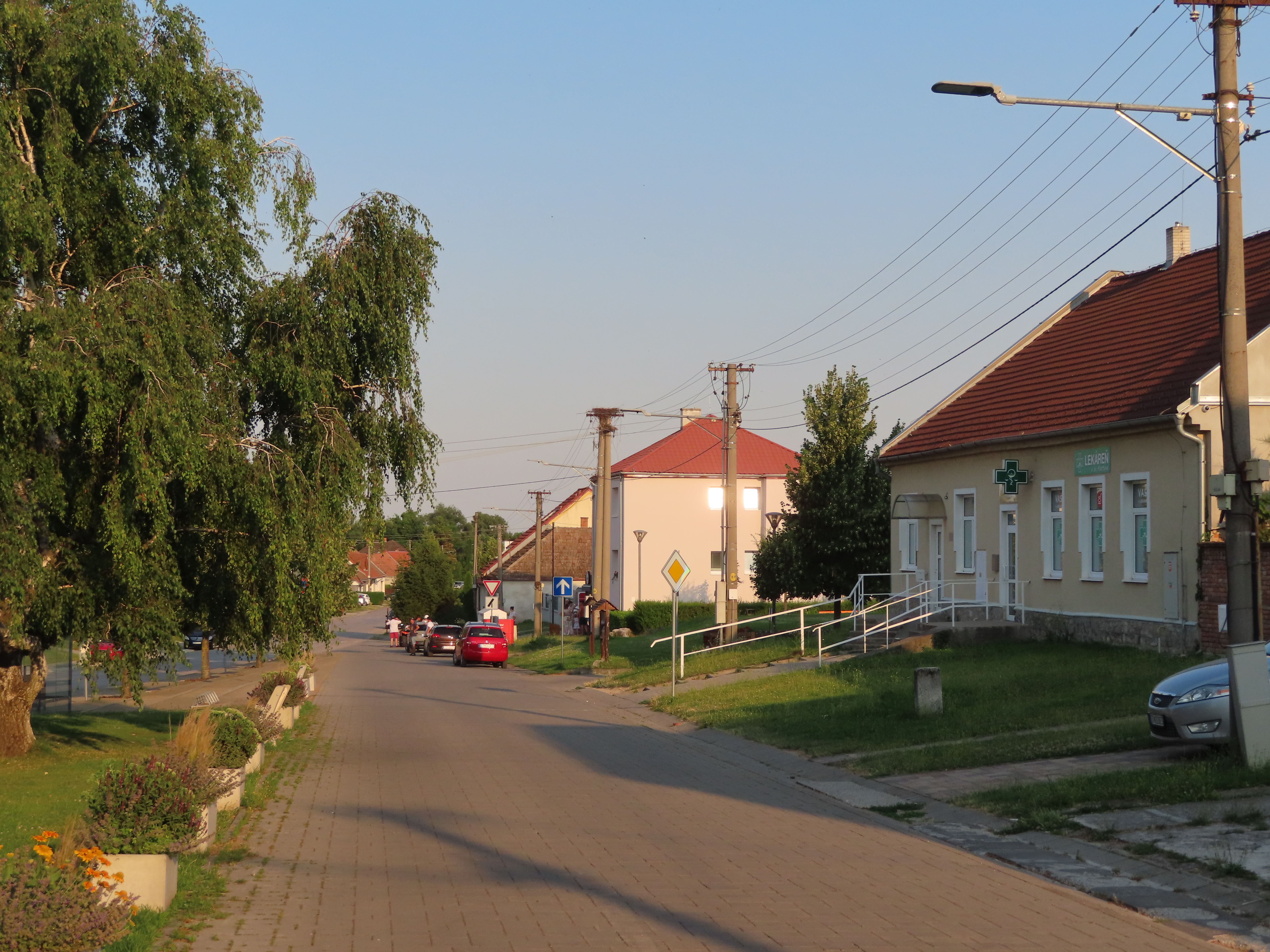
2023

2023-ban gólyafészek épült a faluban, de sikeres költés nem volt.

## Története
1296-ban "Zubuh" alakban említik először, a vöröskői váruradalomhoz tartozott. Már ekkor állt temploma és plébániája. A 16. században kastély és néhány nemesi kúria is állt itt. A 17. században mezőváros, vásártartási joggal. 16. századi négytornyos reneszánsz várkastélyát 1952-ben lebontották, ma az alapiskola áll a helyén.
Vályi András szerint "SZUHA. Dürnbach. Tót Mezőváros Pozsony Várm. földes Ura Gr. Pálfy Uraság, a’ kinek kastéllyával díszesíttetik, lakosai katolikusok, fekszik N. Szombathoz egy mértföldnyire; határja középszerű, mint vagyonnyai; szőlejek jó italú bort terem."
Fényes Elek szerint "Szuha (Dürnbach), tót m. v. Poson, most F. Nyitra vmegyében, a Parna patakja mellett, Nagyszombathoz nyugotra 1 órányira: 816 kath., 26 evang., 32 zsidó lak., kath. paroch. templommal, urasági kastélylyal, termékeny szántóföldekkel, s jó bortermesztéssel. F. u. gr. Pálffy Ferencz."
Pozsony vármegye monográfiája szerint "Szárazpatak, tót nagyközség, körjegyzőségi székhely, 151 házzal és 1161 róm. kath. vallású lakossal. Első nyomára 1296-ban Zubuh néven találunk, a mikor a vöröskői vár tartozéka; ettől fogva e vár birtokainak a sorsában osztozott. Neve a régi okiratokban Zuha, Zwha, Szuha, Durnbach, Dürnbach, Durnpach, sőt a pápai tizedszedők jegyzékében Zuha helyett Soch alakban is szerepelt. A vöröskői urakon kívül más nemesi birtokosai is voltak. Így 1463-ban Sellendorf Miklós és neje, ugyane században Szuhai Kamberszky Miklós, 1483-ban Podmansoder Kristóf, 1547-ben Zuchai Halthomár György, a Moritzky család, a XVII. században a Cséfalvay, a Spáczay, a Lévay, a Dersffy és a Balogh családok. Ennek is, mint a többi vöröskői várbirtokoknak, idővel a Pálffyak lettek az urai és ma is id. Pálffy János grófnak van itt nagyobb birtoka. 1536-ban már mezővárosként szerepel. 1639-ben III. Ferdinándtól vásárjogot nyert. 1663-ban a törökök dúlták föl és 300 lakosát hurczolták rabságba. A Rákóczy-féle fölkelés alatt Rákóczy seregei foglalták el. A községben levő nagy kastély már 1551-ben van említve. Bél Mátyás idejében háromemeletes volt, ma pedig, az emeletes saroktornyokat kivéve, földszintes. Ősi temploma, mely már a XIV. század végén fennállott, elpusztult. Mai templomát 1710-ben fejezték be. Az egyház birtokában 1612-ből említésre méltó gótikus kehely van. A község nevét a fent elősorolt alakokon kívül, egyes okiratokban, elvétve Zsófia és Dumpach alakban is találjuk említve. Ide tartoznak Bori vadászlak és a Nagyszombati Szőlőhegy. A községben van posta, de a távírója és a vasúti állomása Nagyszombat."
A trianoni békeszerződésig Pozsony vármegye Nagyszombati járásához tartozott.

## Népessége
| Év:            | 1994. | 2004.    | 2014.    | 2024.    |
| -------------- | ----- | -------- | -------- | -------- |
| Emberek száma: | 2241  | 1738     | 2041     | 2328     |
| Eltérés:       |       | -22,44 % | +17,43 % | +14,06 % |

| Év:            | 2023. | 2024.   |
| -------------- | ----- | ------- |
| Emberek száma: | 2296  | 2328    |
| Eltérés:       |       | +1,39 % |

1910-ben 1260, túlnyomórészt szlovák lakosa volt.
2001-ben 1718 lakosából 1710 szlovák, 6 cseh, 2 egyéb, illetve ismeretlen nemzetiségű.
2011-ben 1913 lakosából 1840 szlovák.
2021-ben 2202 lakosából 2086 (+8) szlovák, 2 magyar, (+1) cigány és ruszin, 30 (+2) egyéb és 84 ismeretlen nemzetiségű.

## Neves személyek
- Itt született Szuhay István (1551-1608) főpap[9]
- Itt született Bartoniek Géza (1854-1930) magyar fizikus, szakíró
- Itt született František Hečko (1905-1960) szlovák író

## Nevezetességei

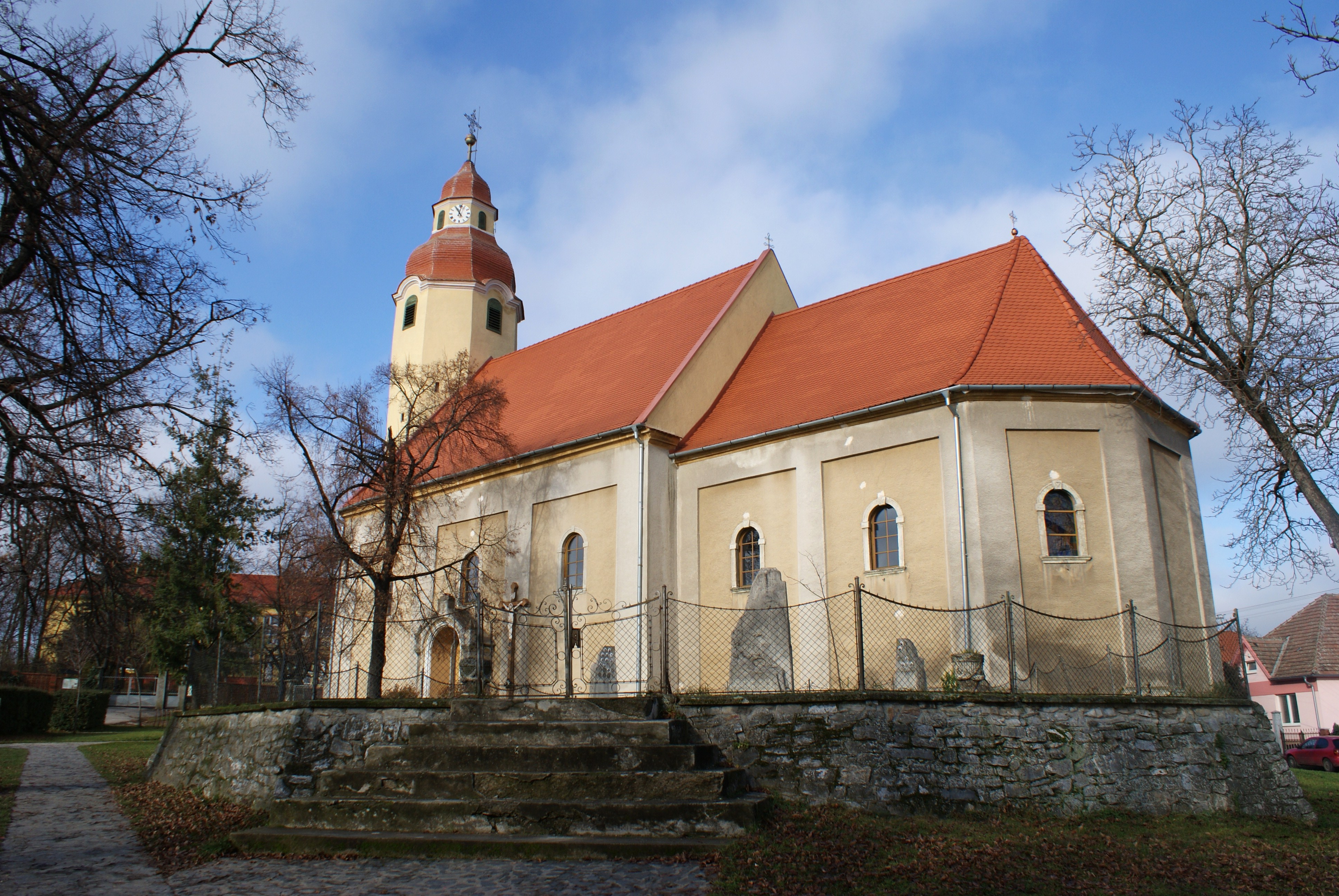
Szent Márton templom
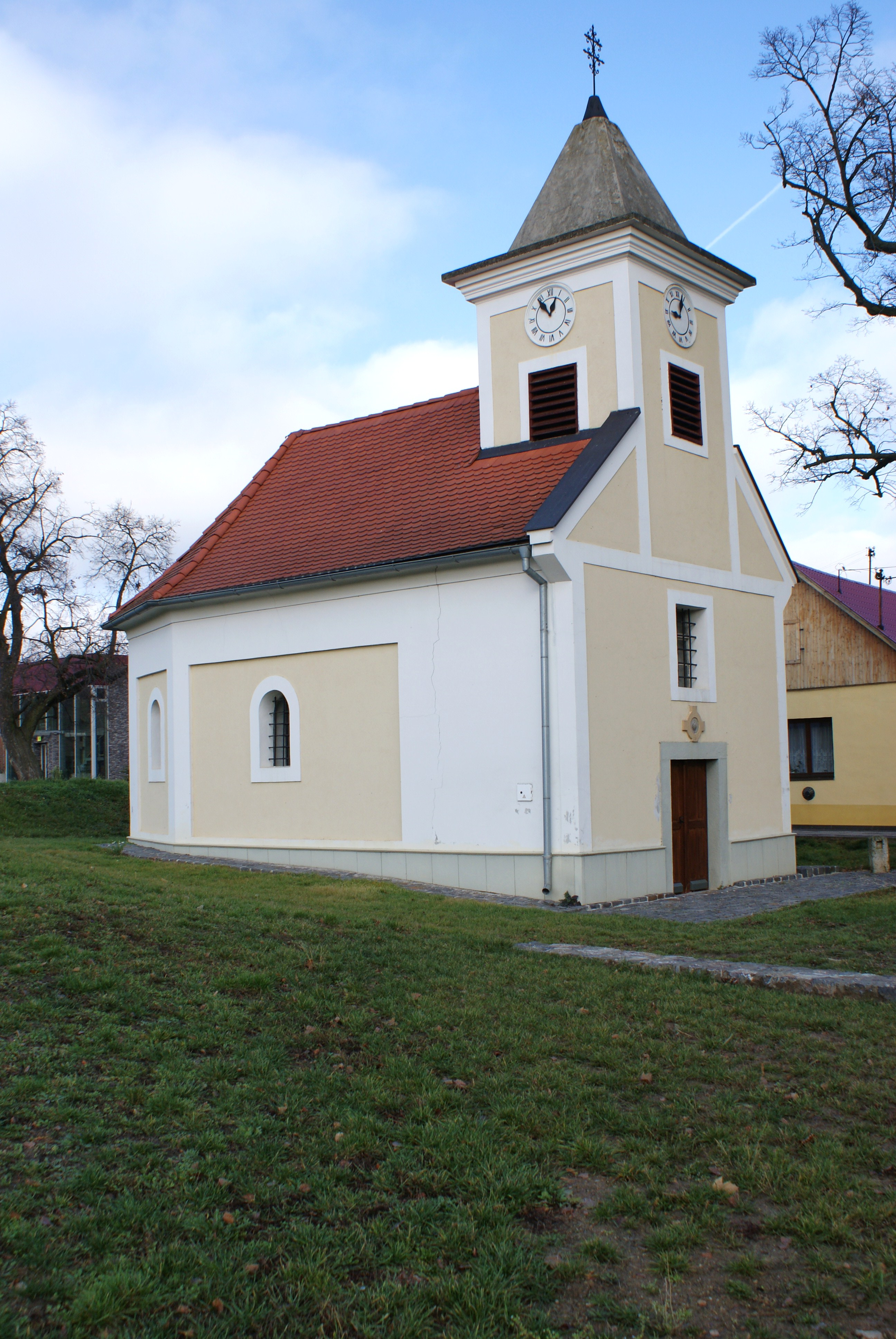
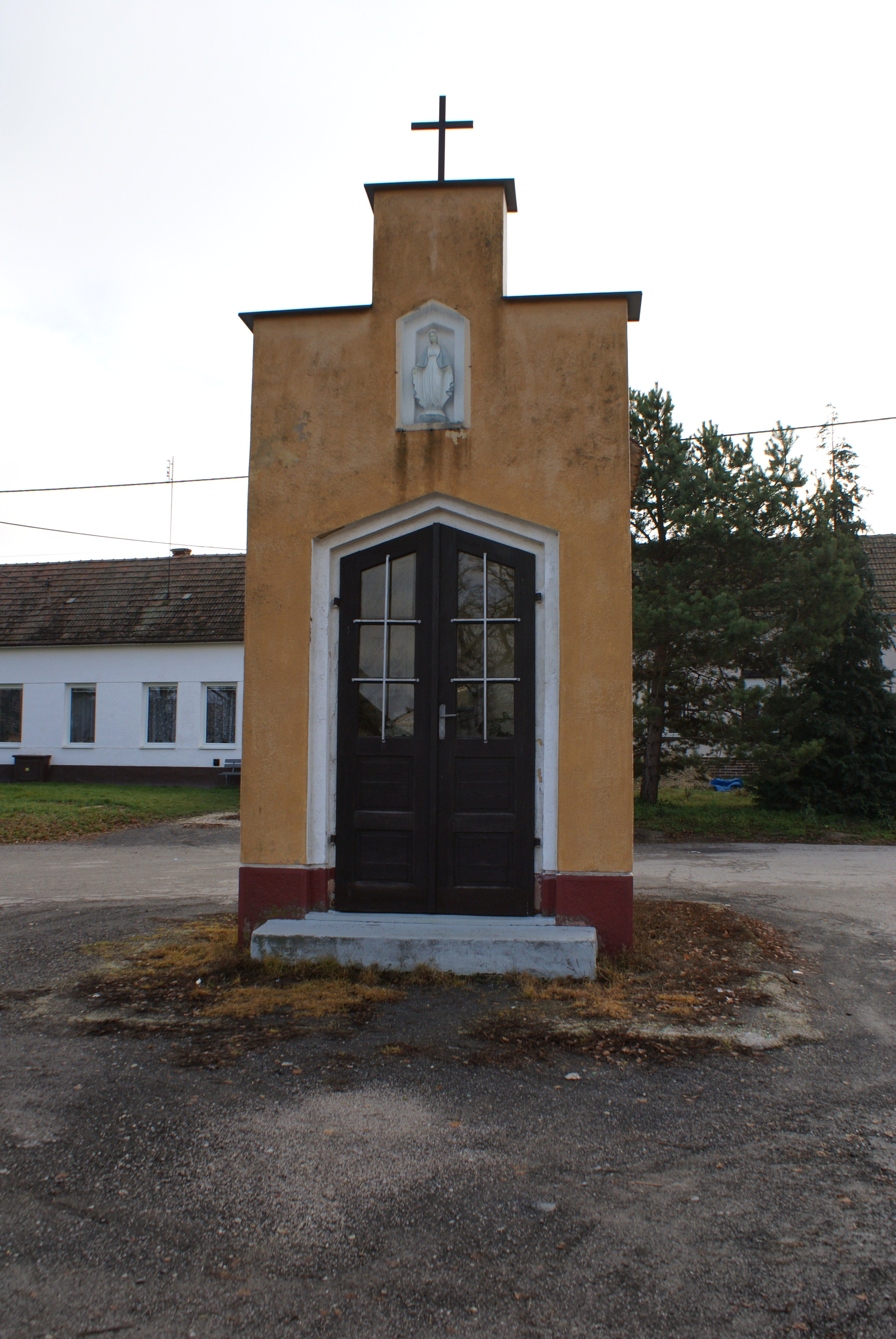
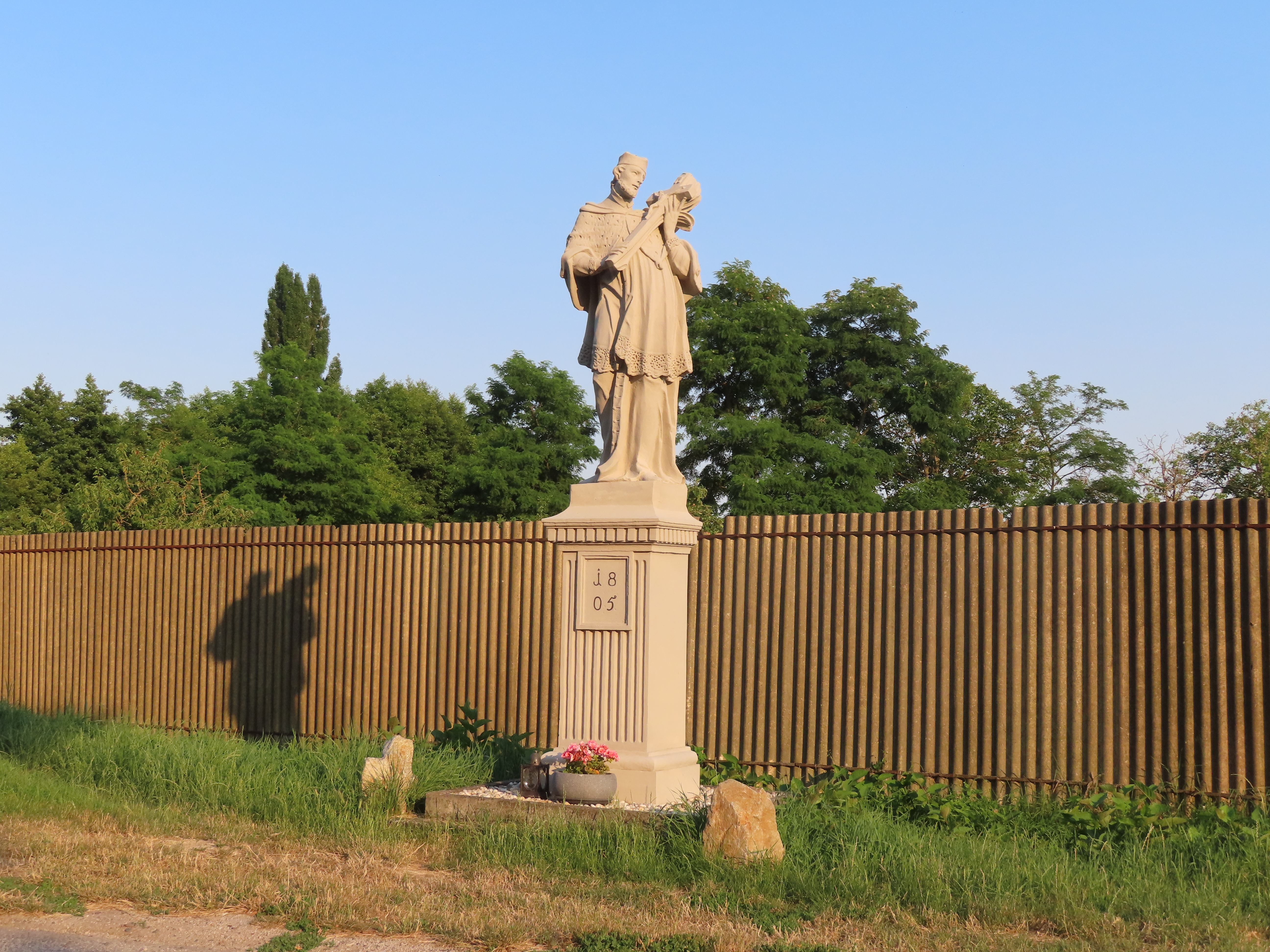
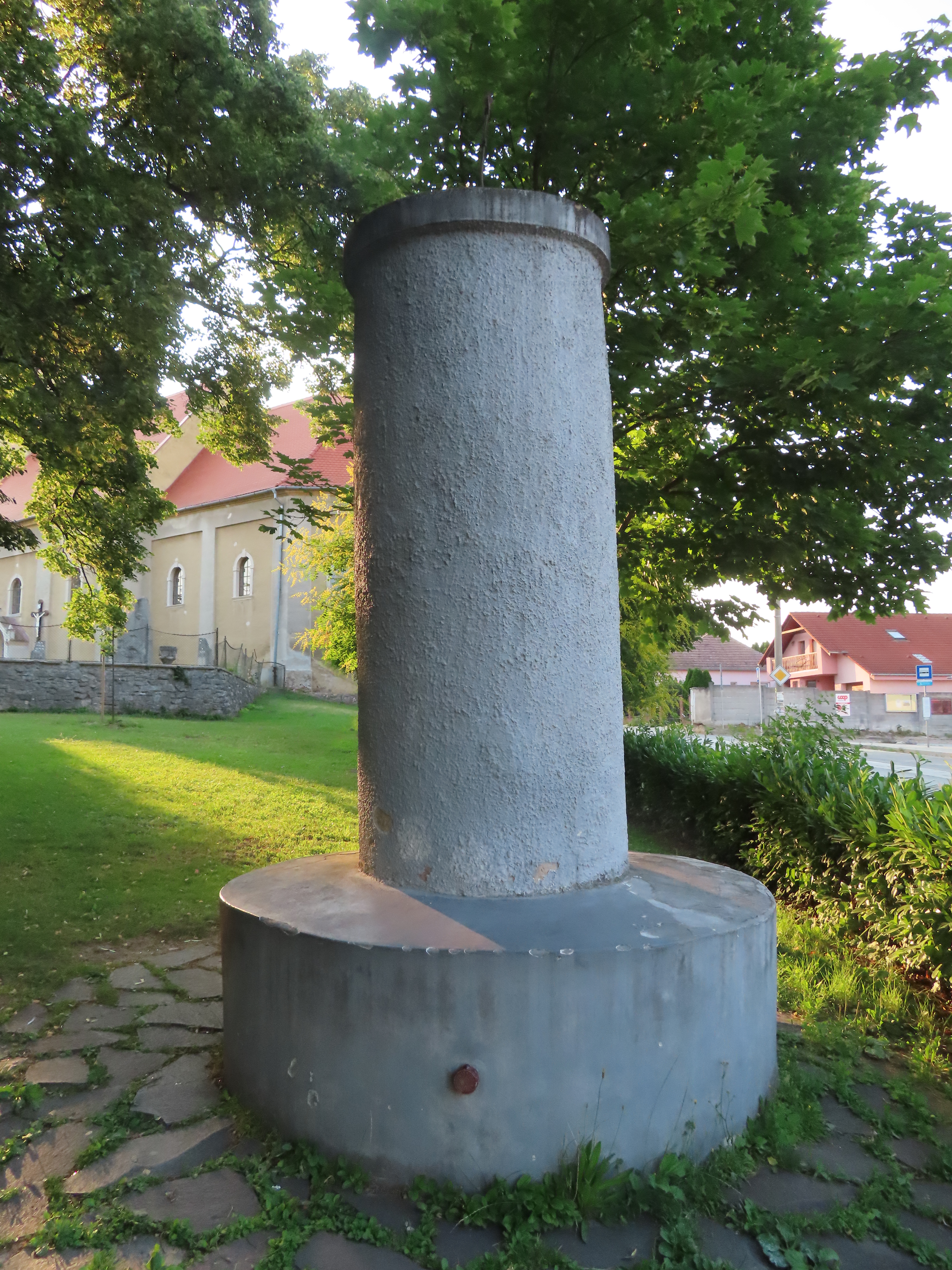
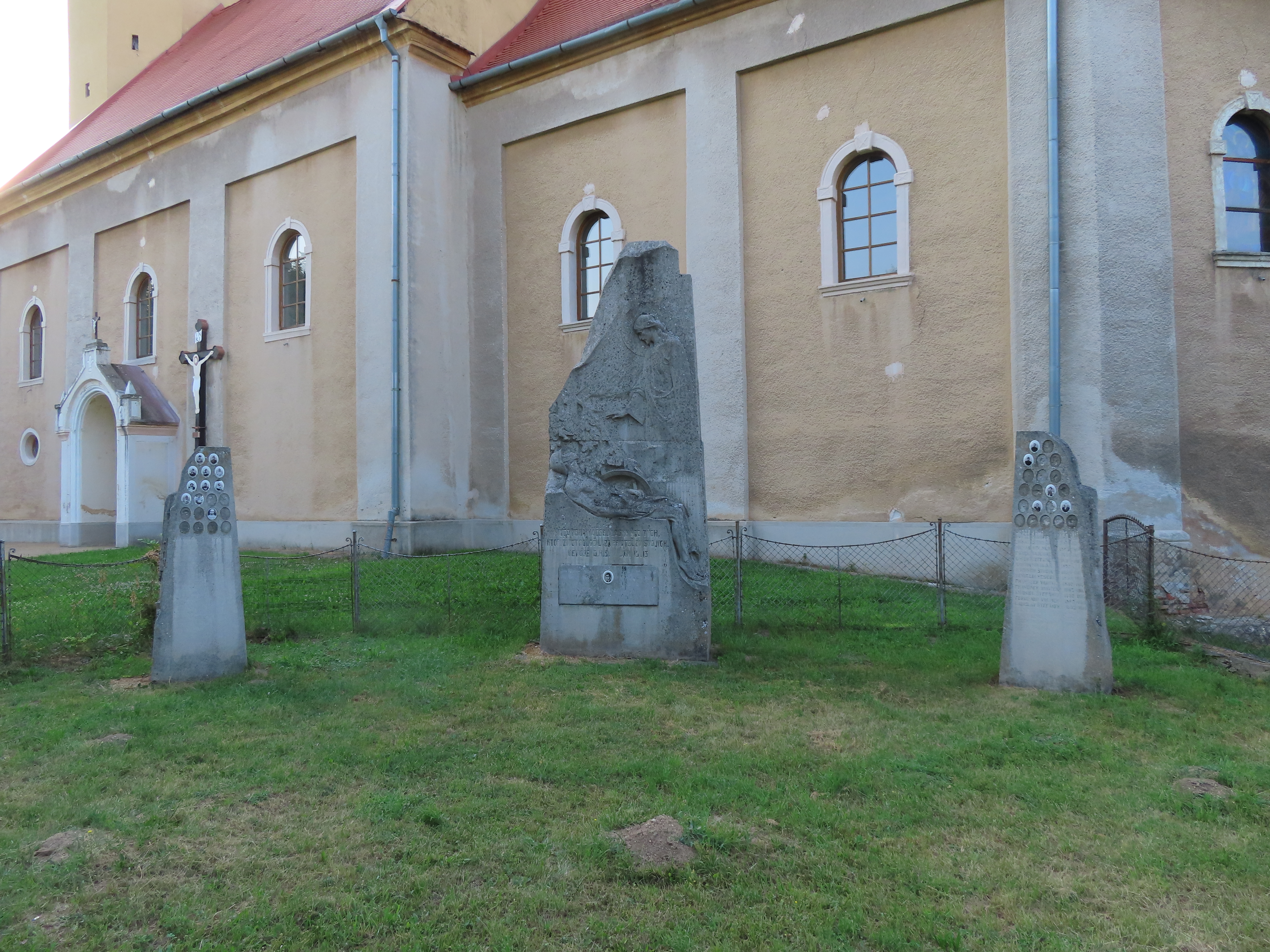
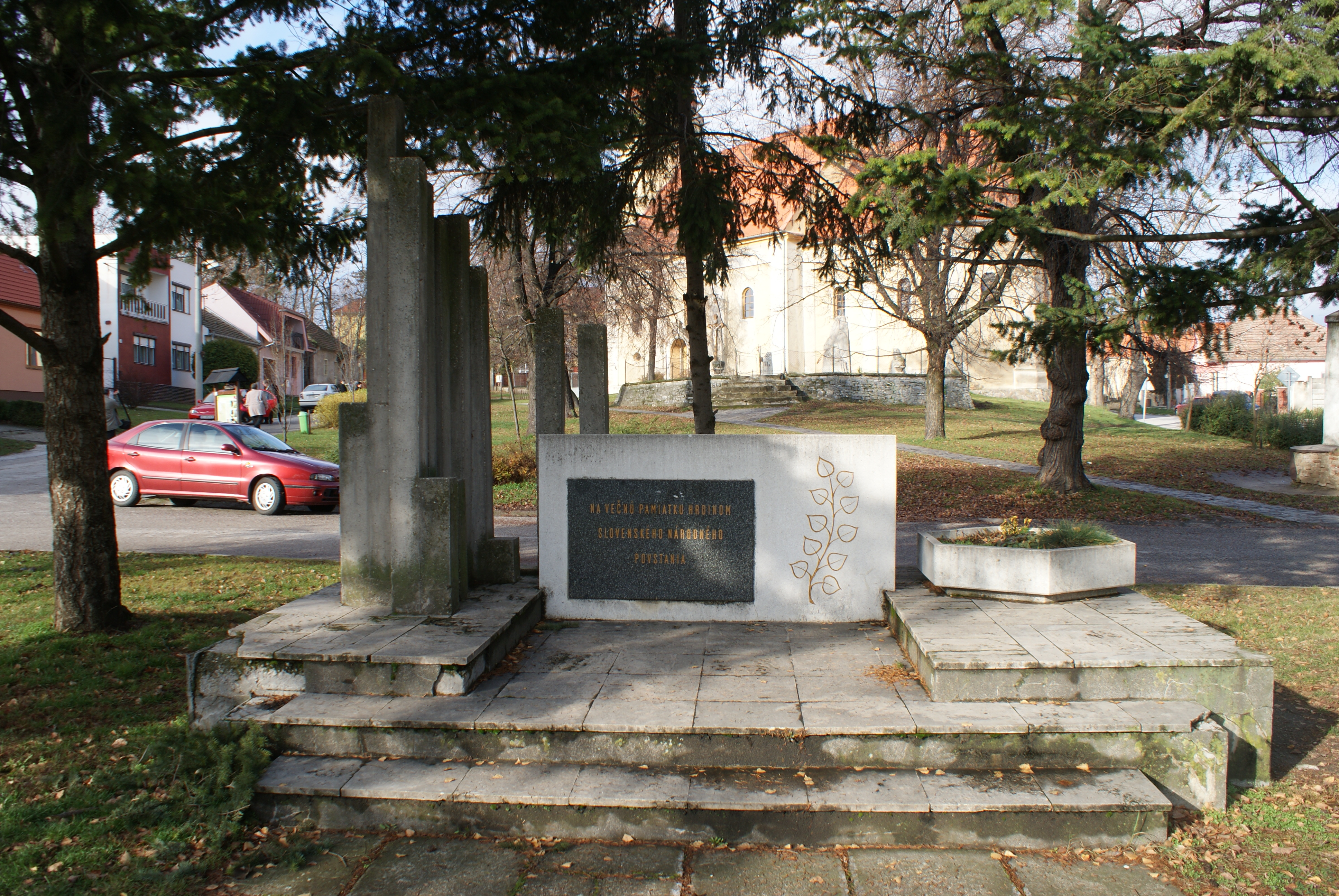
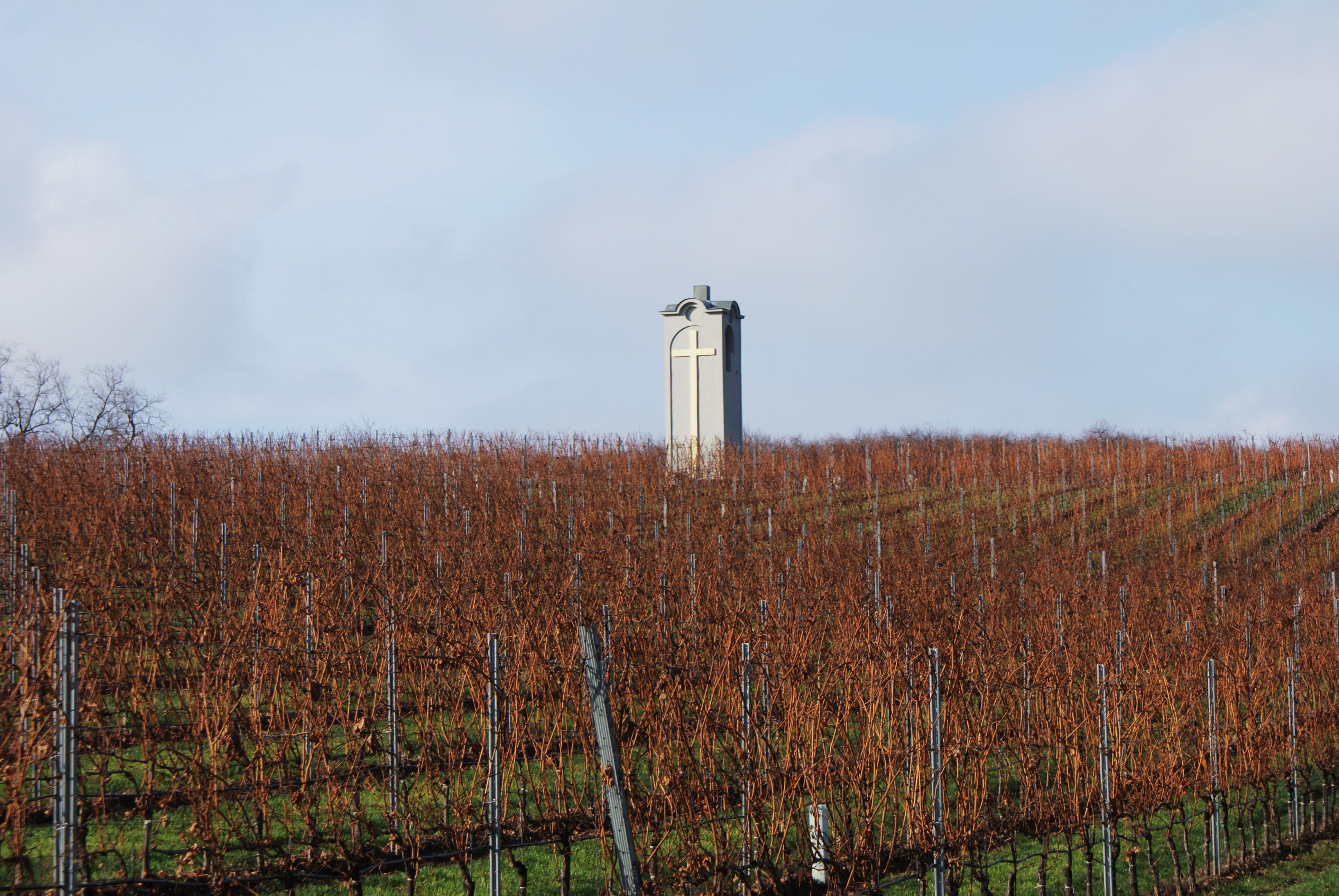

- Szent Márton tiszteletére szentelt római katolikus temploma 1708-ban épült.
- Szűz Mária tiszteletére szentelt kápolnáját 1729-ben építették.
- A templom közelében álló Immaculata-szobor 1805-ben készült.
- A kápolna előtt álló Szent Orbán szobrot 1808-ban készítették.

## Külső hivatkozások
- Suchá nad Parnou honlapja
- Községinfó
- Szárazpatak Szlovákia térképén
- E-obce.sk[halott link]
- Az alapiskola honlapja
- Képek a Szárazpataki víztározóról
- Rövid ismertető[halott link]
- Suchá nad Parnou (Szuha, Szárazpatak, Dürnbach) a Via Sancti Martini honlapján